# 莫斯科和平协定
莫斯科和平协定是一份由芬兰和苏联于1940年3月12日签订的和平协议，此协议标志着为期105天的冬季战争的结束。协议规定芬兰割让包括卡累利阿地峡在内的部分领土予苏联。签订协议的苏联方人员为维亚切斯拉夫·米哈伊洛维奇·莫洛托夫、安德烈·日丹諾夫和亚历山大·华西列夫斯基，芬兰方人员为里斯托·吕蒂、尤霍·库斯蒂·巴锡基维、鲁道夫·沃尔登和瓦诺·沃伊马。

## 外部連結
- Text of the Moscow Peace Treaty （页面存档备份，存于）
- Protocol appended to the treaty of peace concluded between Finland and The Union of Soviet Socialist Republics on 12 March 1940 （页面存档备份，存于）